# Русское собрание
«Ру́сское собра́ние» — одна из старейших правомонархических, православно-консервативных общественно-политических организаций (партий) России, действовавшая с 1900 по 1917 год.

## Начало деятельности
«Русское Собрание» (РС) было создано в городе Санкт-Петербурге в октябре — ноябре 1900 года.
Выступая с приветствием в адрес участников «Третьего Всероссийского съезда Русских Людей», проходившего в октябре 1906 г. в Киеве, тогдашний и. о. председателя Совета РС Н. А. Энгельгардт вспоминал, что начало ему положил небольшой кружок лиц во главе с поэтом и публицистом В. Л. Величко, предвидевшим уже в то относительно спокойное время пришествие в России «тёмных сил».
16 (29) января 1901 г. в редакции газеты «Новое время» состоялось последнее предварительное заседание, на котором был окончательно утверждён проект устава РС и избраны его руководящие органы. Этот день историк А. Д. Степанов предложил считать «формальной датой появления на свет Божий черносотенного движения».
26 января (8 февраля) 1901 г. товарищ министра внутренних дел сенатор П. Н. Дурново утвердил устав этой первой национальной русской политической организации, в котором определялось, что: «Русское Собрание» имеет целью содействовать выяснению, укреплению в общественном сознании и проведению в жизнь исконных творческих начал и бытовых особенностей Русского народа".
РС объединяло представителей русской интеллигенции, чиновников, духовенства и помещиков столицы. Первоначально оно являлось своего рода литературно-художественным клубом с правым славянофильским оттенком, где на первый план выдвигалась культурно-просветительная работа. Но после 1905 г. его деятельность приобрела ярко выраженную правомонархическую (черносотенную) политическую окраску.
Вначале РС занималось исключительно обсуждением докладов и устройством вечеров. Первой формой его деятельности были собрания по пятницам, посвящённые общественно-политическим проблемам, и «литературные понедельники». «Пятницами» первоначально руководил В. В. Комаров, но популярность и влияние они приобрели с осени 1902 г., когда их возглавил В. Л. Величко. С осени 1901 г., кроме «пятниц» и «понедельников», появились особые совещания (наиболее активно работал Окраинный отдел под председательством профессора А. М. Золотарёва, который впоследствии выделился в самостоятельную организацию «Русское окраинное общество»). С осени 1903 г. под председательством Н. А. Энгельгардта проходили «литературные вторники».
По сведениям историка А. Д. Степанова, к концу 1901 г. в рядах РС насчитывалось около тысячи, а к концу 1902 года — около 1600 членов.

## Еврейский вопрос
Программа Русского собрания имела антисемитскую направленность, в ней был отдельно выделен Еврейский вопрос, где было изложено следующее:
20. Еврейский вопрос.
Еврейский вопрос должен быть разрешён законами и мерами управления особо от всех других племенных вопросов в виду освященной талмудом и в то же время стихийно живучей враждебности еврейства к христианству и нееврейским национальностям и стремления евреев ко всемирному господству. Сказанным предрешается как невозможность предоставить евреям полное равноправие и отменить или расширить узаконенную черту оседлости, так и необходимость новых мер, могущих обезвредить еврейство, оградить духовную и имущественную безопасность русского населения и общественный порядок и предотвратить насильственные действия против евреев, неизбежные при всяких других условиях. Такими мерами должны служить в первую очередь:
а) Евреям  должен быть безусловно закрыт доступ во все государственные учебные заведения, частные же заведения могут пользоваться в этом отношении предоставленной им свободой.
б)	Евреям должен быть безусловно закрыт доступ на государственную и общественную службу, запрещены всякая вообще педагогическая деятельность и участие в выборах в Государственную Думу и прекращено привлечение их к отбыванию воинской повинности, с заменою последней особым на военные цели налогом, бремя которого должно уравновесить преимущества, обусловленные освобождением евреев от налога кровью.
в)	Евреям должно воспретить всякого рода аренду или приобретение недвижимости и вовсе устранить их от всякого участия в казённых подрядах и поставках.

г)	Должны быть приняты самые тщательные меры к оздоровлению повременной печати и к очистке её от еврейского растлевающего влияния.

## Члены организации
В первый состав Совета РС, помимо председателя и двух его товарищей (заместителей), вошли 15 человек:
- генерал М. М. Бородкин, историк и публицист
- генерал А. В. Васильев
- В. Л. Величко, поэт
- граф Н. Ф. Гейден, генерал
- барон Р. А. Дистерло, статс-секретарь Государственного Совета
- генерал А. М. Золотарёв, профессор Академии Генерального штаба
- В. В. Комаров, издатель
- А. В. Кривошеин, будущий министр земледелия
- В. А. Лыщинский, будущий статс-секретарь Государственного Совета
- А. А. Папков, правовед и писатель
- Н. М. Соколов, цензор
- А. С. Суворин, издатель
- А. Н. Харузин, будущий товарищ министра внутренних дел
- Н. А. Энгельгардт, писатель
- С. В. Юферов, библиотекарь Государственной канцелярии

Первым председателем Совета РС был избран князь Д. П. Голицын (известный в писательских кругах под псевдонимом Муравлин), а его товарищами (заместителями) — публицист А. А. Суворин и писатель С. Н. Сыромятников.
Кроме того, членами Совета РС в разное время состояли такие известные представители русского дворянства, деятели культуры и науки, государственные деятели и духовные лица, как князья М. Н. Волконский (в дальнейшем один из руководителей Союза русского народа), А. А. Куракин, А. Н. Лобанов-Ростовский, М. Л. Шаховской, графы П. Н. Апраксин, А. А. Бобринский и С. А. Толь, барон М. Ф. Таубе, министр внутренних дел А. Н. Хвостов, епископ Орловский и Севский, будущий митрополит Ленинградский, Серафим (в дальнейшем один из основателей Союза русского народа), товарищ министра внутренних дел В. И. Гурко, члены Государственного совета М. Я. Говорухо-Отрок, Н. А. Зверев (в дальнейшем один из членов-учредителей Русского окраинного общества), А. Н. Карамзин, Н. А. Мясоедов, А. А. Чемодуров, член Государственной думы В. М. Пуришкевич, товарищ обер-прокурора Св. Синода Н. Ч. Зайончковский, руководитель Комитета по организации экспедиций к Северному полюсу генерал Н. Н. Пешков, генералы Н. Н. Белявский, К. И. Величко и П. Н. Митропольский, редактор газеты «Русское Знамя» П. Ф. Булацель, профессора Т. И. Буткевич, П. А. Кулаковский и Б. В. Никольский, историк театра В. П. Погожев, первый редактор «Вестника Русского Собрания» А. К. Пурышев, издатель С. В. Воейков и чиновник канцелярии Совета министров С. Н. Бурнашев.
Членами РС являлись также председатели Совета министров Б. В. Штюрмер и А. Ф. Трепов, министр внутренних дел В. К. Плеве, обер-прокуроры Святейшего Синода В. К. Саблер и Н. П. Раев, актёр К. А. Варламов, редактор-издатель журнала «Море» контр-адмирал Н. Н. Беклемишев, генерал Н. П. Линевич, граф А. П. Игнатьев, князья Н. Д. Жевахов и А. А. Ширинский-Шихматов, московский градоначальник А. А. Рейнбот, член Государственного совета А. С. Стишинский, члены Государственной думы архиепископ Астраханский Митрофан и архиепископ Волынский и Житомирский Евлогий, архиепископ Тобольский и Сибирский Варнава, профессора Д. И. Иловайский и Д. И. Пихно, член II Государственной думы П. А. Крушеван, духовный писатель С. А. Нилус, историк церкви Н. Д. Тальберг, редактор журнала «Русское обозрение» А. А. Александров, публицист С. Ф. Шарапов, поэт А. А. Голенищев-Кутузов, петербургский купец Ф. Г. Бажанов (пожизненный член организации), смотритель Боткинской больницы В. В. Баранов, председатель Совета «Союза Русских Женщин» М. Н. Дитрих, вдова Ф. М. Достоевского А. Г. Достоевская и многие другие.
В число почётных членов РС (которых, как отмечает историк А. Д. Степанов, за всю историю его существования было всего шесть), помимо вышеупомянутых князей Д. П. Голицына, М. Л. Шаховского и А. Н. Лобанова-Ростовского, издателя А. К. Пурышева и епископа Серафима (Л. М. Чичагова), входил также архиепископ Волынский и Житомирский Антоний. Кроме того, деятельности РС открыто сочувствовали такие выдающиеся русские живописцы, как и Н. К. Рерих (подаривший ему одну из своих картин) и В. М. Васнецов.
Членами РС были: Ф. Н. Казин — государственный, общественный и земский деятель, член Государственной Думы 4-го созыва, землевладелец, К. Н. Пасхалов — православный писатель, публицист и общественный деятель, протоиерей Иоанн Соловьёв — православный писатель, публицист и другие.

## Политическая деятельность
К политической деятельности «Русское Собрание» перешло уже осенью 1904 г. такими акциями, как подача верноподданнических адресов и «челобитных», организация депутаций, пропаганда в печати.
31 декабря 1904 г. (13 января 1905 г.) состоялся Высочайший приём депутации «Русского Собрания» (в состав которой входили князья Д. П. Голицын и М. Н. Волконский, А. М. Золотарёв, Н. Л. Мордвинов и Н. А. Энгельгардт) Императором Николаем II, полностью одобрившим его деятельность. Царю была поднесена особая челобитная, выслушав которую, он произнёс: «Благодарю от души за честные, истинно русские мысли. В том, что вы прочитали, ничего добавить, ни убавить нельзя». После этого Император Николай II расспросил членов депутации о целях и деятельности «Русского Собрания», пожелав им: «Дай Бог счастия всему Русскому Собранию, на благо русское. Передайте это Собранию. Желаю ему дальнейшего развития.»
Ровно через год — 31 декабря 1905 г. (13 января 1906 г.) — Император Николай II второй раз принял депутацию «Русского Собрания» в составе князя Д. П. Голицына, графа П. Н. Апраксина, протоиерея Боголюбова, И. И. Булатова, И. С. Леонтьева, Б. В. Никольского и А. К. Пурышева, представившими ему ещё одну «особую челобитную». Выслушав её, царь произнёс: «Сегодня ровно год, как Я принимаю вас здесь, и за это время убедился в плодотворной деятельности Собрания, развивающегося естественным и правильным путём на пользу Мне и отечеству.
Передайте от Меня всем членам Собрания сердечную благодарность за их преданность Мне, России и её историческим устоям.»
Однако, как отмечает А. Д. Степанов, «в годы революционной смуты» 1905—1906 гг. «Русское Собрание» «ничем особенным себя не проявило». Серьёзным ударом для него стал вышедший в конце 1905 г. циркуляр, запрещавший военнослужащим состоять в политических обществах. В результате «Русское Собрание» вынуждены были покинуть свыше двухсот офицеров, в том числе один из его основателей А. М. Золотарёв.
8 — 12 февраля 1906 г. в Санкт-Петербурге прошёл «Всероссийский Съезд Русского Собрания», который позже стал называться «1-м Всероссийским Съездом Русских Людей».
Фактическая трансформация «Русского Собрания» в партию состоялась относительно поздно — в конце 1906 — начале 1907 гг. с принятием его программы и внесением дополнения к уставу, позволявшему «Русскому Собранию» принимать участие в выборах членов Государственного Совета и Государственной Думы.
28 декабря 1906 г. была принята программа «Русского Собрания», в основу которой была положена триада «Православие, Самодержавие и Русская Народность».
«Русское Собрание» принимало участие во всех монархических съездах; особенно заметным было участие организации во «Всероссийских съездах русских людей».
«Русское собрание» не смогло превратиться в независимую политическую фракцию в Государственной Думе. Шансы кандидатов от РС быть избранными в I и II Думы считались столь малыми, что Собрание постановило не только не выставлять кандидатов, но и рекомендовать своим членам голосовать за крайне левые партии — это манёвр был направлен против кадетов и октябристов. После того как избирательный закон был в 1907 году изменён в пользу цензовых курий, то есть более состоятельных избирателей (см. Третьеиюньский переворот), позиция монархических организаций на выборах заметно улучшилась. «Русское Собрание», однако, приняло решение не выставлять собственных кандидатов, и рекомендовало своим членам голосовать за кандидатов прочих монархических организаций и партий.
Особенностью политической позиции РС в период III и IV Думы можно считать то, что организация призывала правых депутатов ни по каким вопросам не блокироваться не только с центристским «Союзом 17 октября», но также и с умеренно правой националистической фракцией.
В 1907—1908 годах правомонархический лагерь был охвачен непрерывными конфликтами и расколами в составлявших его организациях. Наиболее существенным был конфликт между А. И. Дубровиным и В. М. Пуришкевичем, сопровождаемый расколами в «Союзе русского народа» и учреждением «Союза Михаила Архангела». Члены и руководство «Русского Собрания», представлявшие различные стороны в данных конфликтах, перенесли их и в деятельность РС. Активный и популярный член Собрания Б. В. Никольский рассорился с председателем Собрания князем М. Л. Шаховским и покинул организацию. Также от деятельности в Собрании отошли столь видные активисты как Л. А. Тихомиров и А. И. Соболевский. В это же время умерли П. А. Крушеван, В. А. Грингмут, Б. М. Юзефович. Достаточно многочисленная правая фракция III Думы, благодаря её реальному влиянию на законодательный процесс, постепенно превратилась в значимый политический центр. Все эти события ослабили «Русское Собрание»; оно начало постепенно терять свою привлекательность для правых политических активистов, деятельность организации стала менее интенсивной. По выражению члена РС Н. А. Энгельгардта, «Русское собрание скоро утратило общественное значение, наполнилось чиновникаими с их служебными интригами, и бюрократическая мертвичина быстро, как песком, затянула пробивавшийся вначале здесь ключ оринигальной мысли и гражданского чувства и подъёма».
К началу Первой мировой войны руководство «Русского Собрания» приняло курс на полную деполитизацию организации и превращение её в общество сугубо культурно-просветительской направленности. В начале войны РС было поражено новыми раздорами — сторонники Н. Е. Маркова (Маркова 2-го) выступали за скорейшее заключение мира с Германией, сторонники В. М. Пуришкевича — за войну до победного конца. Ещё более ослабленное этим конфликтом, РС к моменту Февральской революции из активной политической организации превратилось в своего рода кружок любителей русской старины с небольшим количеством членов.

## Отделы и издания
«Русское Собрание» имело отделы во многих городах Российской Империи: Варшаве, Вильно, Екатеринославе, Иркутске, Казани, Киеве, Одессе, Оренбурге, Перми, Полтаве, Харькове и других.
Первый отдел организации был открыт в Харькове в 1903 г. (председателем Совета стал один из крупнейших русских историков католицизма профессор А. С. Вязигин). Постепенно «Русское Собрание» и его отделы начали обрастать организациями-спутниками, первыми из которых стали русские студенческие кружки, созданные в Харькове и Санкт-Петербурге.
В конце 1904 г. в Казани было принято решение о создании на базе «Казанского Общества Трезвости» Казанского отдела «Русского Собрания», окончательное официальное оформление которого, в силу ряда причин, произошло только в ноябре—декабре 1905 г. (председателем Совета избран известный общественный деятель, казначей Императорского Казанского университета А. Т. Соловьёв).
В феврале 1903 г. «Русское Собрание» обрело свой печатный орган — «Известия Русского Собрания» (выходивший специальными выпусками около двух лет), которому в январе 1906 г. пришёл на смену «Вестник Русского Собрания».
Издавались также: ежемесячный журнал «Мирный труд» (Харьков), «Пахарь» и «Русское дело» (оба под редакцией С. Шарапова), «Сельский вестник», «Русь Православная и Самодержавная» (Казань), «Русский Листок», и другие.

## Руководители
- февраль 1901 — март (апрель) 1906 — князь Голицын Дмитрий Петрович (избран председателем Совета 12 (25) февраля 1901 года, отказался от своего поста по причине расстроенного здоровья 19 марта (1 апреля) 1906 года);
- март (апрель) — октябрь 1906 — Энгельгардт Николай Александрович (товарищ председателя Совета, с марта (апреля) по октябрь 1906 года исполнял обязанности председателя Совета);
- октябрь (ноябрь) 1906 — октябрь 1909 — князь Шаховской Михаил Львович (избран председателем Совета 29 октября (11 ноября) 1906 года, сложил свои полномочия по причине болезни в октябре 1909);
- октябрь 1909 — март 1912 — князь Лобанов-Ростовский Алексей Николаевич (избран председателем Совета 25 октября (7 ноября) 1909 года, сложил свои полномочия и вышел из состава Совета в период раскола в последнем, начавшегося в ноябре 1911 года и продолжавшегося до весны 1912);
- март 1912 — март 1913 — Пешков Николай Николаевич;
- март 1913 — март 1914 — граф Гейден Николай Фёдорович (ранее товарищ председателя Совета);
- март 1914 — конец 1916 — граф Апраксин Пётр Николаевич (ранее товарищ председателя Совета);
- конец 1916 — февраль — март 1917 — Белявский Николай Николаевич (ранее товарищ председателя Совета).

## Попытки возрождения
В 1918—1919 гг. в условиях гражданской войны попытка возродить «Русское Собрание» была предпринята на юге России Г. Г. Замысловским, однако он не встретил понимания со стороны командования Добровольческой армии. Вскоре сам Г. Г. Замысловский скончался от тифа в г. Владикавказе.